# Norton trialmodellen
De Norton Trialmodellen waren trialmotoren die het Britse merk Norton produceerde van 1949 tot 1954.

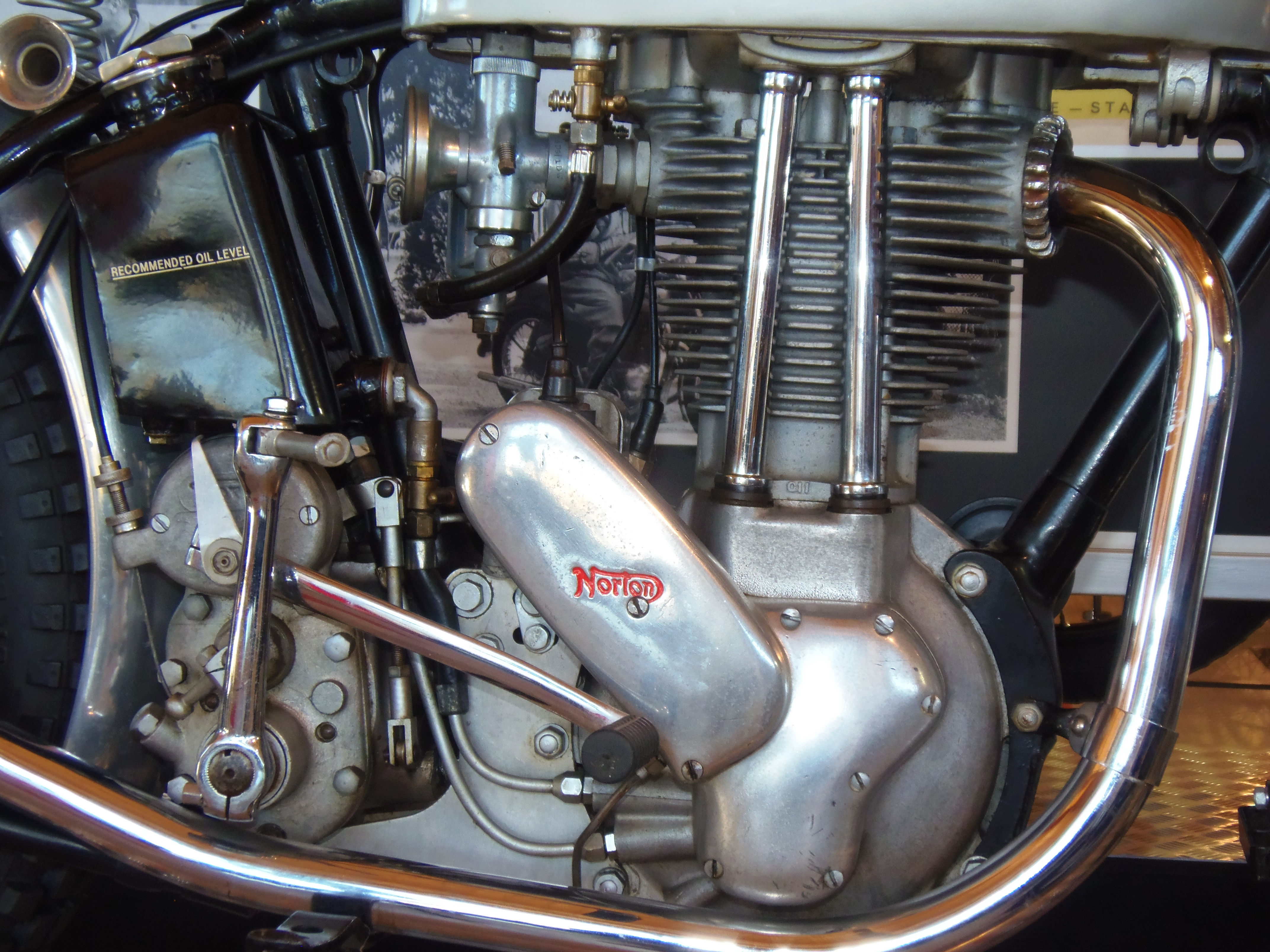
De stoterstangen-kopklepmotor stamde van de Norton ES2

## Norton 500 T
De Norton 500 T was voorzien van de stoterstangen-kopklepmotor van de Norton ES2, maar het frame was het brugframe dat was gebaseerd op het Model 16H waarbij de motor een dragend deel vormde. De motor kreeg wel een aluminium-cilinderkop en een iets lagere compressieverhouding van 6:1, waardoor een behoorlijk koppel verkregen werd. Het vermogen was bij een trialmotor van minder belang en bedroeg slechts 21 pk. Ze werd in 1948 gepresenteerd en kwam in 1949 in de handel. De Norton 500 T werd tamelijk populair en Geoff Duke maakte deel uit van het fabrieksteam van Norton.

## Norton 350 T
De Norton 350 T was het lichtere zustermodel van de 500 T. De 350cc-motor was speciaal voor het model gemaakt, want 350cc-modellen had Norton (buiten het Norton International Model 40 met peperdure koningsasmotor) niet meer. De 350 kreeg ook een stoterstangenmotor met een boring van 71 mm en een slag van 88 mm. Verder was het identiek aan de 500 T, maar het werd nooit populair en er werden er maar weinig geproduceerd.

## Einde productie
Ondanks de populariteit van de 500 T eindigde de productie van beide modellen in 1954. Dat is te verklaren uit het feit dan Norton in 1953 was toegetreden tot Associated Motor Cycles, dat ook de merken Matchless en AJS bezat. Daardoor had het al trialmotoren in het programma: de 500cc-modellen AJS Model 18 C en 18 CS en de 350cc-AJS Model 16 MC en Matchless G3/LCS.